# Juan Tonconi
Juan Tonconi Quispe (n. Distrito de Yunguyo, 5 de noviembre de 1979 - ) es un ingeniero, docente y político peruano y fue gobernador regional de Tacna en el periodo 2019-2022.

## Biografía
Tiene estudios en Ingeniería Económica en la Universidad Nacional del Altiplano y una Maestría en Economía del Medio Ambiente y Recursos Naturales en la Universidad de Los Andes - Colombia. Laboró como planificador en el 2018 en el Gobierno Regional de Puno. Fue catedrático en Universidad Privada de Tacna (2013-2015) y Universidad Latinoamericana CIMA (2016); y en el 2016 fue docente postgrado de la Universidad José Carlos Mariategui.
Es Fundador - Presidente de Acción por La Unidad Tacna desde 2017.
En las elecciones regionales de 2018 participó por Acción por La Unidad Tacna donde obtuvo en primera vuelta el 16.90% de los votos, disputó una segunda vuelta con el candidato Luis Torres Robledo de Movimiento Independiente Regional Tacna. En la segunda vuelta fue elegido gobernador regional de Tacna.